# Emanuel Saldaño
Emanuel Saldaño, né le 16 mai 1985 à San Juan et mort le 25 janvier 2014 à El Encón (es), est un coureur cycliste argentin. Sa principale victoire, il l’obtient, en 2011, en devenant champion d'Argentine sur route.

## Repères biographiques
Lors de ce championnat d'Argentine 2011 qu'il remporte, il fait l'objet d'un contrôle antidopage « non négatif », qui ne remet pas en cause sa victoire.
Il meurt de ses blessures dans la nuit du 25 janvier 2014, à l'hôpital de San Juan, où il est transporté, après un accident de la circulation. Coureur reconnu dans sa province, il est parti assister, en tant que spectateur, au contre-la-montre du Tour de San Luis. Au retour, pour une raison inconnue, il négocie mal un virage et, après plusieurs tonneaux, son véhicule finit sa course en contrebas de la route, dans un ravin. Une foule innombrable l'accompagne le jour de ses funérailles.

## Palmarès
- 2006
  - 2e étape du Tour de San Juan
  - 2e de la Doble Difunta Correa
- 2007
  -  Champion d'Argentine du contre-la-montre espoirs
  - 2e étape du Tour d'Uruguay
  - Prologue du Giro del Sol San Juan
  - 2e du Giro del Sol San Juan
- 2009
  - Classement général du Giro del Sol San Juan
- 2010
  - Giro del Sol San Juan :
    - Classement général
    - 4e étape

  - 5e étape du Tour de San Juan (contre-la-montre)
- 2011
  -  Champion d'Argentine sur route
  - 3e étape de la Doble Chepes
  - Prologue du Tour de Mendoza (contre-la-montre par équipes)
- 2012
  - 2e (contre-la-montre) et 3e étapes de la Vuelta de Lavalle
  - Vuelta a la Bebida :
    - Classement général
    - 2e étape (contre-la-montre)

  - 2e de la Doble Calingasta
  - 3e du Tour de San Juan
- 2013
  - 7e (contre-la-montre) et 9e étapes du Tour de San Juan
  - 1re étape de la Vuelta de Lavalle (contre-la-montre)
  - 2e étape de la Vuelta al Valle
  - 5e (contre-la-montre) et 6e étapes du Giro del Sol San Juan
  - 2e de la Vuelta al Valle
  - 3e de Mendoza-San Juan

## Classements mondiaux
| Année            | 2006 | 2007 | 2008 | 2009 |
| ---------------- | ---- | ---- | ---- | ---- |
| UCI America Tour | 160e | 254e |      | 50e  |
| UCI Europe Tour  |      | 890e |      |      |